# Le Christ portant sa Croix (Solari)
Pour les articles homonymes, voir Christ portant la croix (homonymie).
Le Christ portant sa Croix – en italien Cristo portacroce – est un tableau réalisé par le peintre italien Andrea Solari en 1510-1514, ou vers 1524 selon les datations. De format horizontal, cette huile sur panneau est une peinture chrétienne qui représente le portement de croix sur fond noir. Une corde au cou et la Sainte Couronne sur la tête, Jésus y figure à mi-corps à l'instant où Simon de Cyrène, derrière lui, l'aide à porter sa charge. L'œuvre est conservée à la Galerie Borghèse de Rome.
L'épisode biblique a été traité à plusieurs reprises par Solari. Un autre Christ portant sa croix se trouve ainsi au musée d'Arts de Nantes, à Nantes, en France.

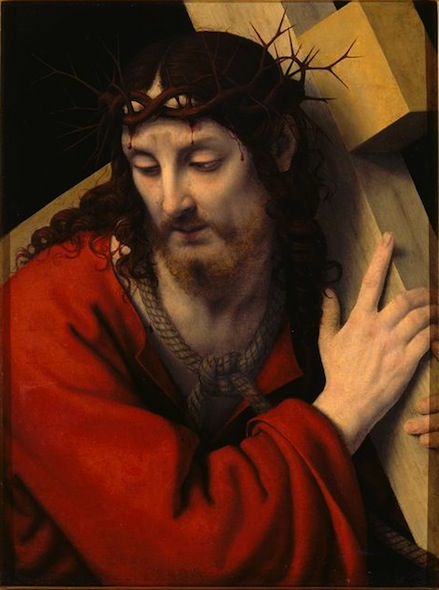
Le Christ portant sa croix, XVIe siècle – Musée d'Arts de Nantes, Nantes.